# Brest

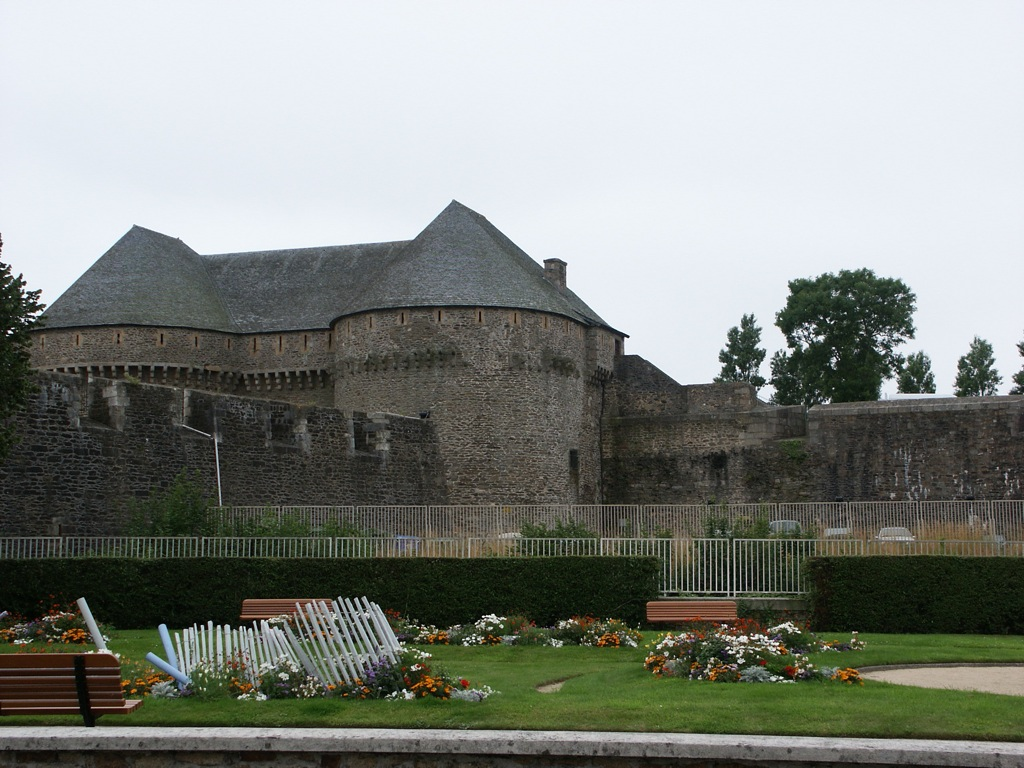
Zamek w Breście

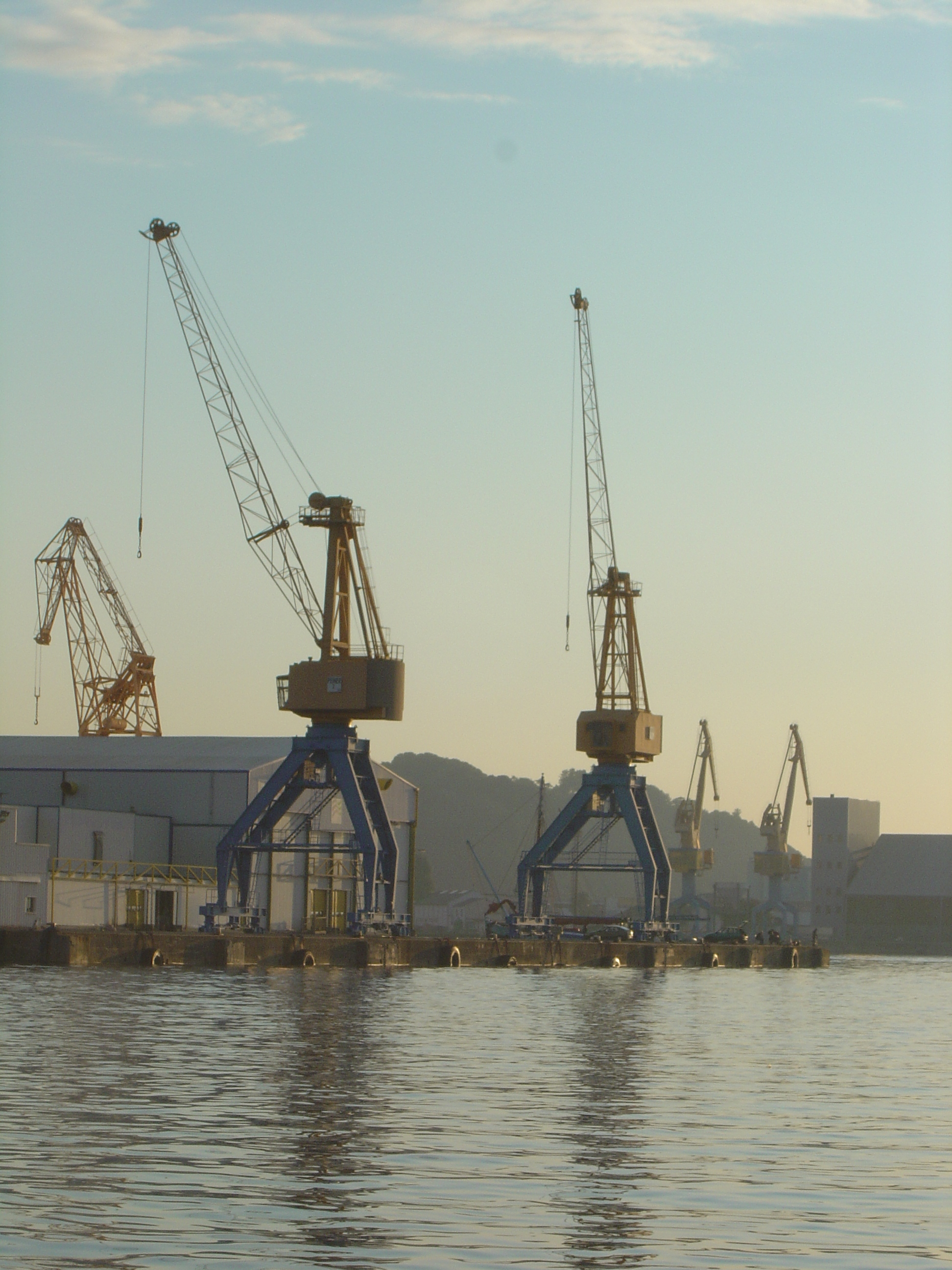
Port handlowy w Breście

Brest – miasto i gmina w północno-zachodniej Francji, w regionie Bretania, w departamencie Finistère, największe miasto Dolnej Bretanii, najdalej wysunięte na zachód duże miasto francuskie, usytuowane nad Oceanem Atlantyckim, liczące 140 993 mieszkańców (2022 r.). Największy port wojenny Francji (baza francuskich okrętów podwodnych o napędzie atomowym) oraz port handlowy. Występuje tutaj przemysł maszynowy, stoczniowy, elektroniczny, chemiczny, spożywczy oraz odzieżowy. Znajduje się tu cementownia i rafineria ropy naftowej.
Brest jest miastem uniwersyteckim, jest tu także wyższa szkoła morska, Bretoński Instytut Oceanologiczny oraz Instytut Eksploatacji Oceanów.
Miasto jest ośrodkiem turystycznym. Znajdują się tu muzea: morskie oraz miejskie. Wśród ważniejszych zabytków są: zamek (XII, XIV–XVI w., z fragmentami rzymskimi z IV w.) oraz fortyfikacje (XVIII w.).
W mieście znajduje się stacja kolejowa Gare de Brest, a nieopodal miasta port lotniczy Port lotniczy Brest-Bretagne.

## Historia
W starożytności miasto było portem rzymskim zwanym Gesocribate. Od 1239 r. należał do księstwa Bretanii, w latach 1342–1397 do Anglii. Po włączeniu Bretanii do Francji, Brest nabrał znaczenia jako port wojenny, rozbudowany w XVII w. (w 1683 r. rozpoczęcie fortyfikacji przez Sebastiana Vaubana). W XVIII w. ożywione kontakty morskie z Ameryką. W XIX w. stracił na znaczeniu na rzecz Tulonu.
W I wojnie światowej miasto było głównym portem docelowym konwojów amerykańskich.
Od 1940 r. Brest był niemiecką bazą okrętów podwodnych silnie bombardowaną przez aliantów. Po inwazji w Normandii Brest został zdobyty dopiero 19 września 1944 po ponad miesiącu bardzo ciężkich i krwawych walk, w wyniku których miasto zostało praktycznie całkowicie zniszczone, a port pozostał nieczynny do końca wojny. Wynikiem tych walk była rezygnacja aliantów ze zdobywania szturmem innych ufortyfikowanych portów we Francji.

## Sport
- Stade Brestois 29 – klub piłkarski

## Edukacja
- École nationale supérieure de techniques avancées Bretagne

## Miasta partnerskie
- Kadyks
- Konstanca
- Denver
- Dún Laoghaire
- Kilonia
- Plymouth
- Saponé
- Tarent
- Yokosuka
- Bidżaja